# Октябрьское сельское поселение (Мордовия)
Октябрьское се́льское поселе́ние — муниципальное образование в Ардатовском районе Мордовии Российской Федерации.
Административный центр — посёлок Октябрьский.

## История
Статус и границы сельского поселения установлены Законом Республики Мордовия от 28 декабря 2004 года № 115-З «Об установлении границ муниципальных образований Ардатовского муниципального района, Ардатовского муниципального района и наделении их статусом сельского поселения, городского поселения и муниципального района».

## Население
| 2002  | 2010  | 2012  | 2013 | 2014  | 2015  | 2016  |
| ----- | ----- | ----- | ---- | ----- | ----- | ----- |
| 972   | ↘971  | ↘930  | ↘913 | ↗1174 | ↘1153 | ↘1115 |
| 2017  | 2018  | 2019  | 2020 | 2021  |       |       |
| ↘1070 | ↘1062 | ↘1024 | ↘989 | ↘946  |       |       |

## Состав сельского поселения
| № | Населённый пункт | Тип населённого пункта          | Население |
| - | ---------------- | ------------------------------- | --------- |
| 1 | Красные Полянки  | посёлок                         | ↗1        |
| 2 | Красные Поляны   | село                            | ↘54       |
| 3 | Октябрьский      | посёлок, административный центр | ↗916      |
| 4 | Старое Ардатово  | село                            | ↗296      |